# Roberto Kelly (beisbolista)
Roberto Conrado Kelly (nacido en Panamá, Panamá; 1 de octubre de 1964) es un antiguo jardinero de las Grandes Ligas de Béisbol y es el actual mánager de los Sultanes de Monterrey. Anteriormente dirigió el equipo A de los Gigantes, el Augusta GreenJackets. Kelly jugó por varios clubes de Grandes Ligas. Fue firmado por los New York Yankees como agente libre aficionado en 1982 y volvió a jugar con los Yankees (1987-1992 y 2000), Cincinnati Reds (1993-1994), Atlanta Braves (1994), Montreal Expos (1995), Los Angeles Dodgers (1995), Minnesota Twins (1996-1997), Seattle Mariners (1997) y Texas Rangers (1998-1999). Es conocido como “La Sombra” durante sus días de jugador en Panamá.
Ayudó con los Dodgers en la victoria de la División Oeste de la Liga Nacional de 1995, con los Marineros en la División Oeste de la Liga Americana de 1997 y con los Rangers en la División Oeste de la Liga Americana en 1998 y 1999.
Fue parte del Equipo de las Estrellas de la Liga Americana en 1992 y en el Equipo de las Estrellas de la Liga Nacional en 1993.
Jugó todos los 162 juegos en 1990. Fue el primer jugador de las Grandes Ligas en aparecer en tres juegos de las estrellas consecutivos con tres diferentes equipos (Yankees en 1992, Reds en 1993 y con los Braves en 1994).
Kelly fue parte de una polémica en 1989 cuando en dos ocasiones le rebotó la pelota en su cabeza en una semana, en el momento en que iba a capturar la pelota. También quebró la marca de juego prefecto de Dave Stieb en 1989 con un doble con dos outs en la novena entrada.
En sus catorce temporadas jugó 1.337 juegos con 4.797 turnos al bate, 687 recorridos, 1.390 imparables, 241 dobles, 30 triples, 124 cuadrangulares, 585 carreras impulsas, 235 bases robadas, 317 paseos, un promedio de bateo de .290, un porcentaje en base de .337, un porcentaje de slugging de .430, 2.063 bases recorridos, 22 imparables de sacrificio, 41 vuelos de sacrificio y 16 paseos intencionales.
El 16 de noviembre de 2007 fue contratado por el San Francisco Giants como entrenador de primera base e instructor de bateo, con este equipo en el 2010, 2012 y 2014, ganaría la Serie Mundial.
Actualmente fue designado como mánager de la Selección de béisbol de Panamá para las eliminatorias para el clásico mundial de béisbol a celebrarse en el 2013.